# Clásica de Almería 2021
La Clásica de Almería 2021, trentaseiesima edizione della corsa e valevole come seconda prova dell'UCI ProSeries 2021 categoria 1.Pro, si svolse il 14 febbraio 2021 su un percorso di 183,3 km, con partenza da Pueblo de Vícar e arrivo a Roquetas de Mar, in Spagna. La vittoria fu appannaggio dell'italiano Giacomo Nizzolo, il quale completò il percorso in 4h18'44", alla media di 42,507 km/h, precedendo il francese Florian Sénéchal e l'estone Martin Laas.
Sul traguardo di Roquetas de Mar 143 ciclisti, su 154 partiti da Pueblo de Vícar, portarono a termine la competizione.

## Squadre e corridori partecipanti
| N.      | Cod. | Squadra                  |
| ------- | ---- | ------------------------ |
| 1-7     | BOH  | Bora-Hansgrohe           |
| 11-17   | UAD  | UAE Team Emirates        |
| 21-27   | COF  | Cofidis                  |
| 31-37   | IWG  | Intermarché-Wanty-Gobert |
| 41-47   | BEX  | Team BikeExchange        |
| 51-57   | SVB  | Sport Vlaanderen-Baloise |
| 61-67   | ACT  | AG2R Citroën Team        |
| 71-77   | EUK  | Euskaltel-Euskadi        |
| 81-87   | MOV  | Movistar Team            |
| 91-97   | EKP  | Equipo Kern Pharma       |
| 101-107 | AST  | Astana-Premier Tech      |

| N.      | Cod. | Squadra                  |
| ------- | ---- | ------------------------ |
| 111-117 | BBH  | Burgos-BH                |
| 121-126 | DQT  | Deceuninck-Quick Step    |
| 131-137 | BWB  | Bingoal WB               |
| 141-147 | TQA  | Team Qhubeka Assos       |
| 151-157 | EOK  | Eolo-Kometa Cycling Team |
| 161-167 | TFS  | Trek-Segafredo           |
| 171-177 | CJR  | Caja Rural-Seguros RGA   |
| 181-187 | GAZ  | Gazprom-RusVelo          |
| 191-197 | TDE  | Total Direct Énergie     |
| 201-207 | BCF  | Bardiani-CSF-Faizanè     |
| 211-217 | RLY  | Rally Cycling            |

## Ordine d'arrivo (Top 10)
| Pos. | Corridore        | Squadra     | Tempo    |
| ---- | ---------------- | ----------- | -------- |
| 1    | Giacomo Nizzolo  | Qhubeka     | 4h18'44" |
| 2    | Florian Sénéchal | Deceuninck  | s.t.     |
| 3    | Martin Laas      | Bora        | s.t.     |
| 4    | Jon Aberasturi   | Caja Rural  | s.t.     |
| 5    | Timothy Dupont   | Bingoal     | s.t.     |
| 6    | Danny van Poppel | Intermarché | s.t.     |
| 7    | Gabriel Cullaigh | Movistar    | s.t.     |
| 8    | Edward Theuns    | Trek        | s.t.     |
| 9    | Marc Sarreau     | AG2R        | s.t.     |
| 10   | Damiano Cima     | Gazprom     | s.t.     |